# Шатры (Крым)
Шатры́ (до 1948 года Бозгана́; укр. Шатри, крымскотат. Bozğana, Бозгъана) — село в Красноперекопском районе Республики Крым, входит в состав Орловского сельского поселения (согласно административно-территориальному делению Украины — Орловского сельского совета Автономной Республики Крым).

## Население
| 2001 | 2014 |
| ---- | ---- |
| 251  | ↘97  |

Всеукраинская перепись 2001 года показала следующее распределение по носителям языка
| Язык             | Процент |
| ---------------- | ------- |
| украинский       | 34.26   |
| русский          | 32.67   |
| крымскотатарский | 31.87   |
| другие           | 0.4     |

### Динамика численности
| - 1805 год — 79 чел. - 1864 год — 8 чел. - 1892 год — 33 чел. - 1900 год — 33 чел. - 1915 год — 109/2 чел. - 1926 год — 120 чел. | - 1939 год — 125 чел. - 1989 год — 60 чел. - 2001 год — 251 чел. - 2009 год — 203 чел. - 2014 год — 97 чел. |

## Современное состояние
На 2017 год в Шатрах числится 5 улиц; на 2009 год, по данным сельсовета, в селе в 77 дворах проживало 203 человека, в Шатрах действует, фельдшерско-акушерский пункт. Село связано автобусным сообщением с райцентром и соседними населёнными пунктами.

## География
Шатры — село в юге района, на обеих берегах реки Чатырлык, у границы с Первомайским районом, высота центра села над уровнем моря — 12 м. Ближайшие сёла — Орловское в 2 км на северо-запад, ниже по течению и Знаменка в 1 км на юг, выше по реке. Расстояние до райцентра — около 32 километров (по шоссе), ближайшая железнодорожная станция — Воинка (на линии Джанкой — Армянск) — примерно 13 километров. Транспортное сообщение осуществляется по региональной автодороге 35Н-273 Знаменка — Долинка — Воинка (по украинской классификации — С-0-10702).

## История
Согласно карте 1865 года, изначально селение Бозгана находилось примерно в 1,5 км северо-восточнее современного села Шатры.
Первое документальное упоминание села встречается в Камеральном Описании Крыма… 1784 года, судя по которому, в последний период Крымского ханства Кучук-бей Булуш входил в Четырлык кадылык Перекопского каймаканства. После присоединения Крыма к России (8) 19 апреля 1783 года, (8) 19 февраля 1784 года, именным указом Екатерины II сенату, на территории бывшего Крымского Ханства была образована Таврическая область и деревня была приписана к Перекопскому уезду. После Павловских реформ, с 1796 по 1802 год, входила в Перекопский уезд Новороссийской губернии. По новому административному делению, после создания 8 (20) октября 1802 года Таврической губернии, Бозгана была включена в состав Джанайской волости Перекопского уезда.
По Ведомости о всех селениях в Перекопском уезде состоящих с показанием в которой волости сколько числом дворов и душ… от 21 октября 1805 года, в деревне Бозгана числилось 13 дворов и 79 жителей крымских татар. На военно-топографической карте генерал-майора Мухина 1817 года деревня обозначена как Биюк байболуш с 14 дворами. После реформы волостного деления 1829 года Бозгана, согласно «Ведомости о казённых волостях Таврической губернии 1829 года», остался в составе Джанайской волости. На карте 1836 года в деревне 12 дворов, а на карте 1842 года Бозгона обозначена условным знаком «малая деревня», то есть, менее 5 дворов — видимо, последствия эмиграции крымских татар в Турцию.
В 1860-х годах, после земской реформы Александра II, Бозгану приписали к Ишуньской волости. В «Списке населённых мест Таврической губернии по сведениям 1864 года», составленном по результатам VIII ревизии 1864 года, Бозгана — владельческий хутор с 1 двором и 8 жителями при балке Четырлыке. Согласно «Памятной книжке Таврической губернии за 1867 год», деревня была покинута жителями в 1860—1864 годах, в результате эмиграции крымских татар, особенно массовой после Крымской войны 1853—1856 годов, в Турцию и оставалась в развалинах. И, если на карте 1865 года Бозгана ещё значится, то, после корректуры 1875 года её уже нет.
После земской реформы 1890 года Бозгану отнесли к Воинской волости. Согласно «…Памятной книжке Таврической губернии на 1892 год», в деревне Бозгана, видимо, уже заселённой выходцами из материковой России, составлявшей Бозганское сельское общество, было 33 жителя в 4 домохозяйствах. По «…Памятной книжке Таврической губернии на 1900 год» в Бозгане числилось 33 жителя в 4 дворах. По Статистическому справочнику Таврической губернии. Ч.II-я. Статистический очерк, выпуск пятый Перекопский уезд, 1915 год, в деревне Бозгана Воинской волости Перекопского уезда числилось 6 дворов с русским населением в количестве 56 человек приписных жителей и 2 — «посторонних», из которых 25 мужчин и 33 женщины. О владении землёй сведений нет, в хозяйствах имелось 60 лошадей. В одноимённом посёлке — 8 русских дворов, 53 приписных жителя, из которых 28 мужчин и 25 женщин. Жители владели 1100 десятинами земли, других данных нет.
После установления в Крыму Советской власти, по постановлению Крымревкома от 8 января 1921 года № 206 «Об изменении административных границ» была упразднена волостная система, Перекопский уезд переименовали в Джанкойский, в котором был образован Ишуньский район, в состав которого включили село, а в 1922 году уезды получили название округов. 11 октября 1923 года, согласно постановлению ВЦИК, в административное деление Крымской АССР были внесены изменения, в результате которых округа были отменены, Ишуньский район упразднён и село вошло в состав Джанкойского района. Согласно Списку населённых пунктов Крымской АССР по Всесоюзной переписи 17 декабря 1926 года, в селе Бозганы, Воинского сельсовета (в котором село состояло до образования Орловского) Джанкойского района, числилось 28 дворов, из них 26 крестьянских, население составляло 120 человек, из них 78 русских, 40 украинцев, 2 немца, действовала русская школа. Постановлением ВЦИК от 30 октября 1930 года был восстановлен Ишуньский район и село, вместе с сельсоветом, включили в его состав. Постановлением Центрального исполнительного комитета Крымской АССР от 26 января 1938 года Ишуньский район был ликвидирован и создан Красноперекопский район с центром в поселке Армянск (по другим данным 22 февраля 1937 года). По данным всесоюзной переписи населения 1939 года в селе проживало 125 человек.
С 25 июня 1946 года Бозгана в составе Крымской области РСФСР. Указом Президиума Верховного Совета РСФСР от 18 мая 1948 года, Бозгану переименовали в Шатры. 26 апреля 1954 года Крымская область была передана из состава РСФСР в состав УССР. К 1968 году к селу присоединили соседнюю Каменку (поскольку на 15 июня 1960 года она ещё числилось в списках, а, согласно справочнику «Крымская область. Административно-территориальное деление на 1 января 1968 года» — в период с 1954 по 1968 годы). В 1971 году был образован Орловский сельсовет, куда вошли Шатры. По данным переписи 1989 года в селе проживало 60 человек. С 12 февраля 1991 года село в восстановленной Крымской АССР, 26 февраля 1992 года переименованной в Автономную Республику Крым. С 21 марта 2014 года в составе Крыма аннексировано Россией.